# Francesc Xavier Vergés i Codinach
Francesc Xavier Vergés i Codinach (Torelló, 1881-1927) fou un farmacèutic català. Estudià el batxillerat a Vic i la carrera de farmàcia a Barcelona. Cap a l'any 1904, a la farmàcia familiar de Torelló, començà a treballar en els preparats que farien famosa la farmàcia Vergés. L'“Emulsió Vergés” (1906) es preparava a base d'oli de fetge de bacallà, bàlsam de tolú i lactofosfat de calç, era utilitzada per al tractament de la tuberculosi, i distribuïda arreu pel representant Dalmau Olivares. L'any 1916 comercialitzava el “Cafeïnol Vergés”, un antineuràlgic que també gaudí d'una gran requesta. Va ser un gran amant de les arts. Impulsà les festes verdaguerianes i mantingué un viva relació amb l'arquitecte Josep Maria Pericas i Morros i un bon nombre de personalitats de la política, sobretot els diputats a corts per la comarca Ròmul Bosch i Lluís Pericas, i Enric Prat de la Riba. També va ser alcalde de Torelló, el 1912, i impulsor de la Lliga del Bon Mot amb la prohibició de la blasfèmia. Va fer restaurar les fonts de Rocaprevera i Puig-roví. Presidí la societat “La Barretina Torellonenca”, l'any 1908, i va ser soci del casino “La Constància”.